# HFC EDO in het seizoen 1964/65
Het seizoen 1964/1965 was het 11e jaar in het bestaan van de Haarlemse betaaldvoetbalclub EDO. De club kwam uit in de Tweede divisie A en eindigde daarin op de 13e plaats. Tevens deed de club mee aan het toernooi om de KNVB beker, hierin werd in de tweede ronde verloren van Feijenoord (1–3).

## Wedstrijdstatistieken

### Tweede divisie A
|       | AGOVV | Cambuur | De Graafschap | Haarlem | Heerenveen | Hilversum | PEC   | RCH   | Tubantia | Vitesse | Wageningen | FC Zaanstreek | ZFC   | Zwartemeer | Zwolsche Boys |
| ----- | ----- | ------- | ------------- | ------- | ---------- | --------- | ----- | ----- | -------- | ------- | ---------- | ------------- | ----- | ---------- | ------------- |
| Thuis | 2 – 3 | 4 – 2   | 2 – 1         | 0 – 0   | 1 – 1      | 2 – 1     | 1 – 1 | 1 – 1 | 0 – 1    | 1 – 0   | 3 – 0      | 1 – 3         | 2 – 2 | 4 – 0      | 4 – 1         |
| Uit   | 6 – 2 | 4 – 0   | 2 – 2         | 1 – 1   | 4 – 0      | 0 – 0     | 2 – 0 | 0 – 1 | 3 – 1    | 2 – 0   | 4 – 2      | 2 – 0         | 2 – 1 | 2 – 0      | 1 – 1         |

### KNVB beker
| 1e ronde                                       | N.E.C.          | 1 – 2 (1 – 1, 1 – 1) Na verlenging | EDO                                               |
| 4 oktober 1964 Plaats: Nijmegen Goffertstadion | Ben Zweers      |                                    | –', –' Wim van Kampen                             |
| 2e ronde                                       | EDO             | 1 – 3 (0 – 0)                      | Feijenoord                                        |
| 6 december 1964 Plaats: Haarlem Jan Gijzenkade | Doby Peters 90' |                                    | 47' Hans Venneker 65' Coen Moulijn 80' Henk Groot |

## Statistieken EDO 1964/1965

### Eindstand EDO in de Nederlandse Tweede divisie A 1964 / 1965
| Stand | Gespeeld | Gewonnen | Gelijk | Verloren | Punten | Doelpunten voor | Doelpunten tegen |
| ----- | -------- | -------- | ------ | -------- | ------ | --------------- | ---------------- |
| 13e   | 30       | 8        | 9      | 13       | 25     | 39              | 52               |

### Topscorers
| #              | Naam                    | Goal |
| -------------- | ----------------------- | ---- |
| 1.             | Doby Peters             | 10   |
| 2.             | Ferry Kock              | 6    |
| 2.             | Cees de Winter          | 6    |
| 4.             | Wim van Kampen          | 4    |
| 5.             | Chris Berends           | 3    |
| 5.             | Dries Mul               | 3    |
| 7.             | Gerrie Krooder          | 2    |
| 7.             | Wim Zoeteman            | 2    |
| 9.             | Frits van der Putten    | 1    |
| 9.             | Harm Spiers             | 1    |
| Eigen doelpunt |                         |      |
| 1.             | Theo Meeuwsen (Vitesse) |      |
| Totaal         | Totaal                  | 39   |

| #      | Naam           | Goal |
| ------ | -------------- | ---- |
| 1.     | Wim van Kampen | 2    |
| 2.     | Doby Peters    | 1    |
| Totaal | Totaal         | 3    |